# فرد رايس
فرد رايس (بالإنجليزية: Fred Rice)‏ هو لاعب كرة قدم أمريكية أمريكي، ولد في 10 نوفمبر 1918، وتوفي في 8 مارس 2005.